# Stephan Zacharias
Stephan Zacharias (* 20. Oktober 1956 in Hamburg) ist ein deutscher Komponist. Er ist vor allem als Komponist für Kinofilme und Fernsehproduktionen bekannt.

## Leben
Stephan Zacharias, Sohn des Violinvirtuosen, Dirigenten und Komponisten Helmut Zacharias und dessen Ehefrau Hildegard Zacharias, geborene Konradat, studierte an der Hochschule für Musik in Hamburg. Später arbeitete er zusammen mit Jon Flemming Olsen in zwei Band-Projekten namens „Die Sirenen“ und „Die Bietels“. Olli Dittrich war das dritte Mitglied der „Bietels“. Seit 1994 beschränkt sich seine Arbeit fast ausschließlich auf Filmmusiken.
Seine Geschwister sind die Journalistin Sylvia Zacharias und der Hochsprungmeister Thomas Zacharias.

## Filmografie
- 1996: Angeschlagen
- 1998: Frau Rettich, die Czerni und ich
- 1998: Der Rosenmörder (TV)
- 1999: Der große Bagarozy
- 1999: Late Show
- 1999: Ich habe nein gesagt (TV)
- 1999: Polizeiruf 110 – Mörderkind (TV)
- 2000: Seitensprung ins Glück (TV)
- 2001: Was tun, wenn’s brennt?
- 2001: Jenseits der Liebe (TV)
- 2001: Vera Brühne (TV)
- 2001: Ein mörderischer Plan (TV)
- 2002: Wer liebt, hat Recht (TV)
- 2004: Der Untergang
- 2006: Die Kinder der Flucht (TV)